# Camillo Mussi
Camillo Mussi (* 18. November 1911 in Mailand; † 17. August 1940 in Sidi Barrani, Ägypten) war ein italienischer Eishockeyspieler.

## Karriere
Camillo Mussi nahm für die italienische Eishockeynationalmannschaft an den Olympischen Winterspielen 1936 in Garmisch-Partenkirchen teil. Auf Vereinsebene spielte er für den Hockey Club Milano, mit dem er in den Jahren 1930, 1931, 1933, 1934 und 1937 jeweils den italienischen Meistertitel gewann. Zudem wurde er 1938 Italienischer Meister mit dem Fusionsverein AMDG Milano.

## Erfolge und Auszeichnungen
- 1930 Italienischer Meister mit dem Hockey Club Milano
- 1931 Italienischer Meister mit dem Hockey Club Milano
- 1933 Italienischer Meister mit dem Hockey Club Milano
- 1934 Italienischer Meister mit dem Hockey Club Milano
- 1937 Italienischer Meister mit der ADG Milano
- 1938 Italienischer Meister mit der AMDG Milano